# Fiodorowka
Fiodorowka (ros. Фёдоровка, baszk. Фёдоровка) – wieś (ros. село, trb. sieło) w Rosji, w Baszkortostanie. W 2010 roku liczyła 4306 mieszkańców.